# Hunjiang
Hunjiang Qu (kinesiska: 浑江区) är ett härad i Kina.   Det ligger i provinsen Jilin, i den östra delen av landet, 900 km öster om huvudstaden Peking. Antalet invånare är 364723. Befolkningen består av 180 402 kvinnor och 184 321 män. Barn under 15 år utgör 11,0 %, vuxna 15-64 år 79 %, och äldre över 65 år 9,0 %.